# Heinrich Harder
Heinrich Harder, född  2 juni 1858 i Putzar i Tyskland, död 5 februari 1935 i Berlin, var en tysk konstnär och en konstprofessor vid Preußische Akademie der Künste i Berlin. 
Heinrich Harder målade framförallt landskapsmåleri, med mycket inspiration hämtad ur landskap från Harzbergskedjan i Lüneburg, Sverige och Schweiz. I bilderna demonstrerar han huvudsakligen förhistoriska djur.

## Galleri

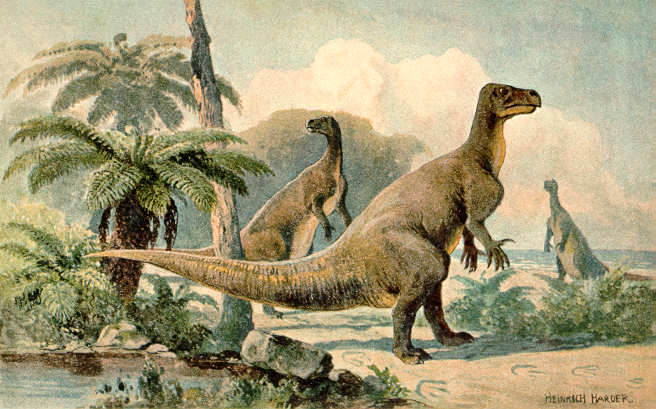
Målning av en Iguanodon av Heinrich Harder runt 1916
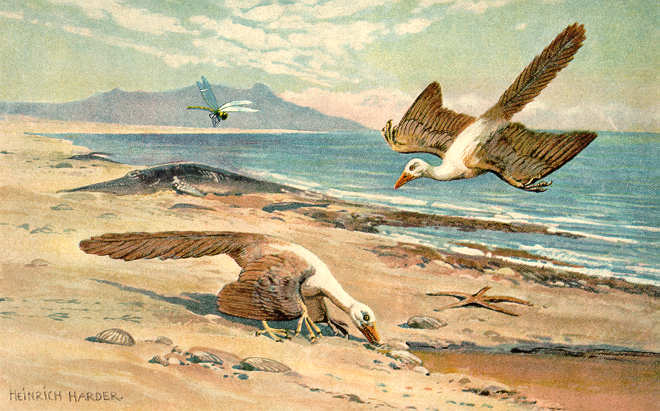
Archaeopteryx av Heinrich Harder, cirka 1916
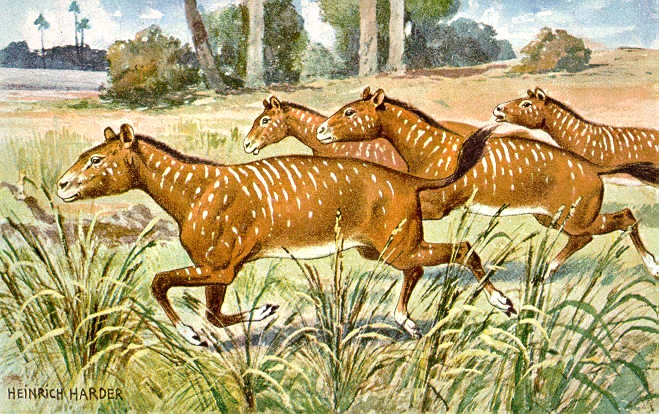
Mesohippus
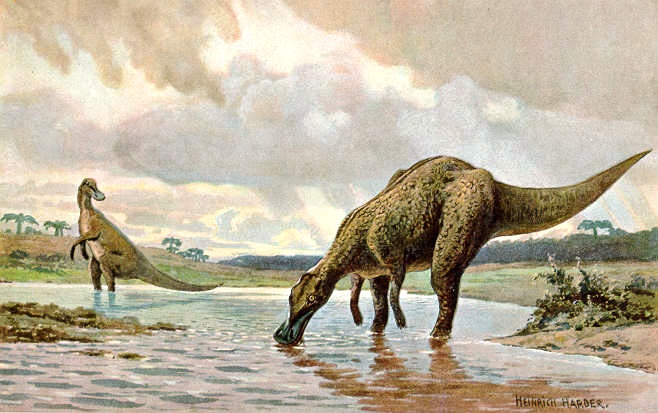
Hadrosaurus
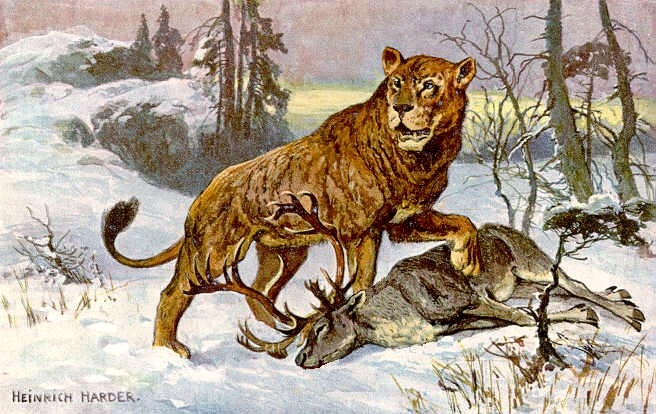
Panthera leo spelaea
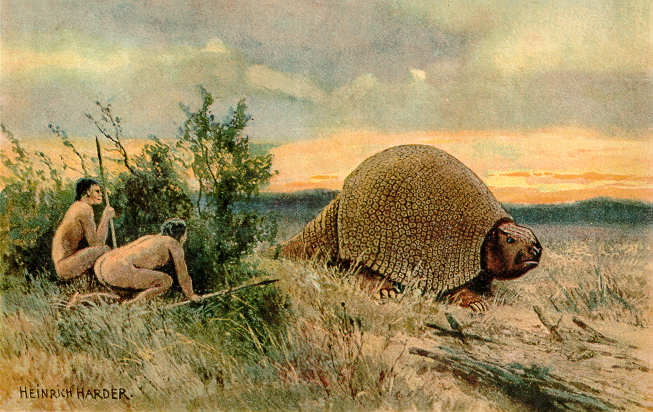
Glyptodon
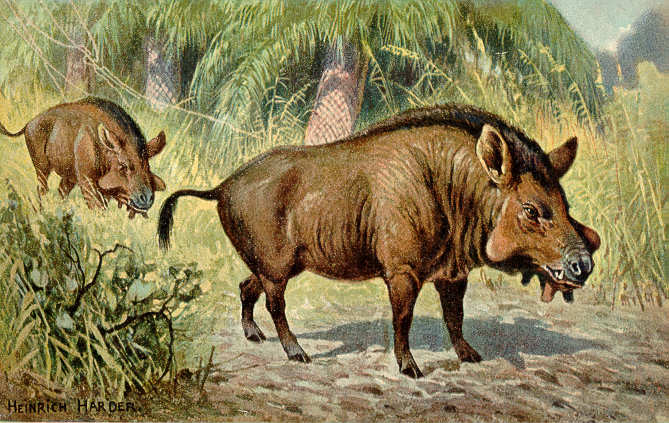
Elotherium
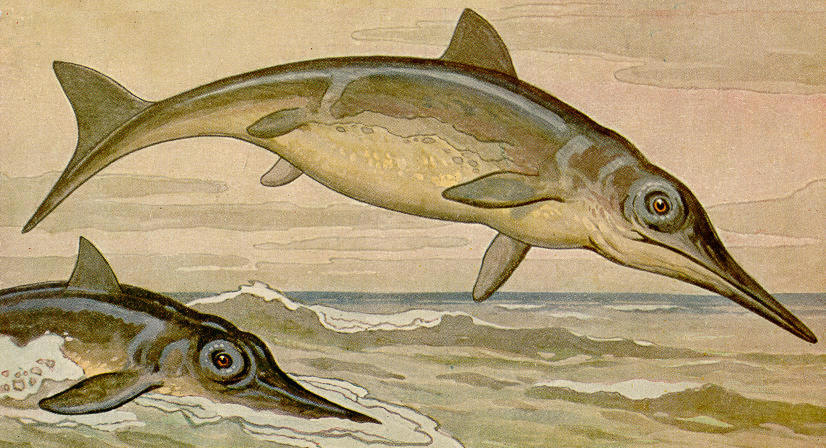
Ichthyosaurus
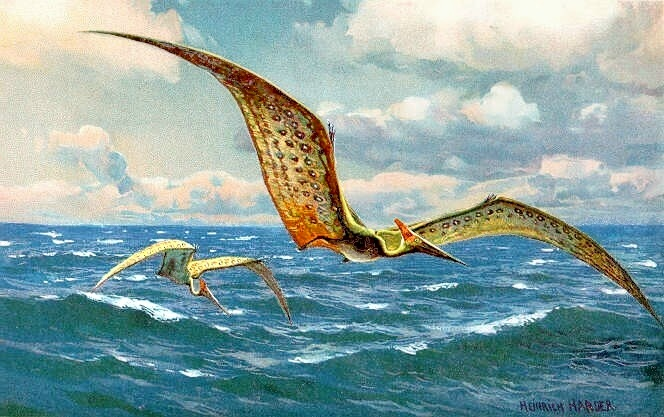
Pteranodon
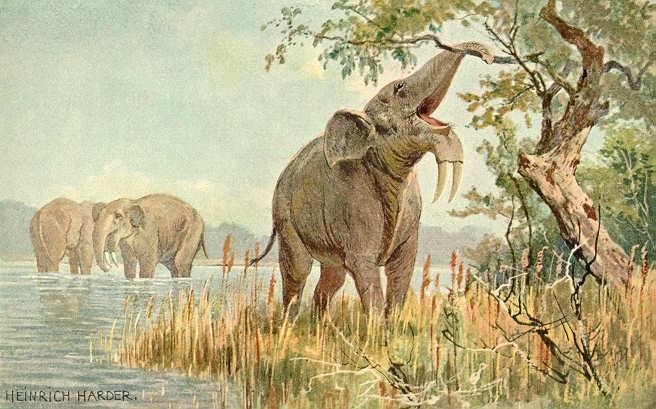
Deinotherium
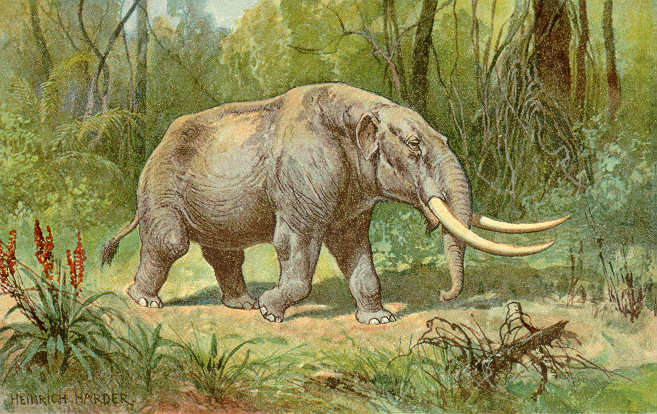
Mastodont
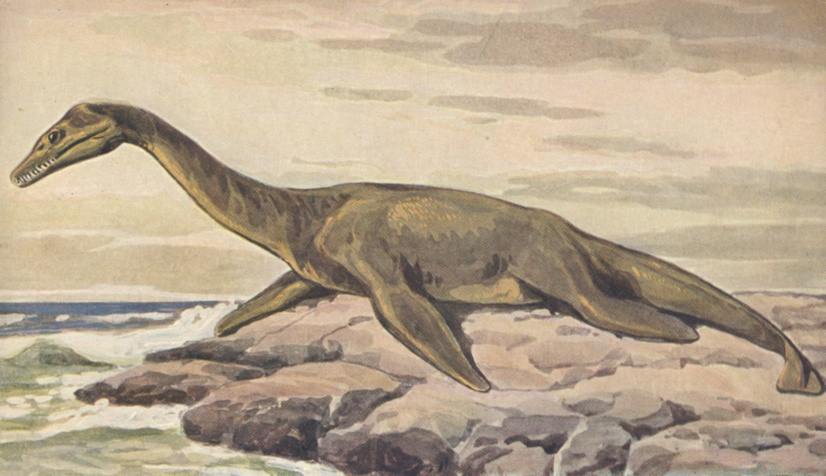
Plesiosaurus
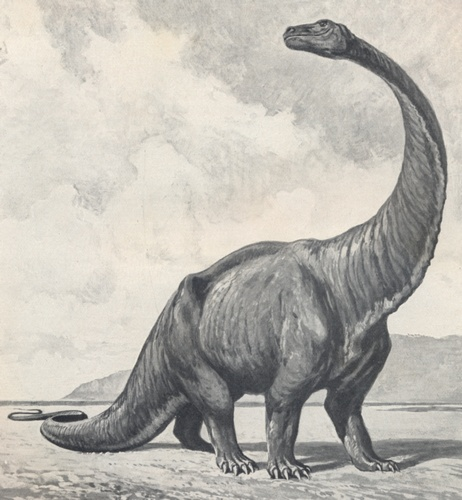
Gigantosaurus